# Perišče
Perišče je naselje v Občini Brežice.